# Norman R. Stone
Norman R. Stone Jr. (Baltimore, Maryland, 1935. szeptember 8. – Annapolis, Maryland, 2023. június 16.) amerikai politikus. Maryland állam szenátusának leghosszabb ideig hivatalban lévő tagja.

## Élete
1963 és 1967 között Maryland képviselőházának tagja volt. A szenátusba először 1966-ban választották meg.
1967. február 9-én megszavazta a marylandi interraciális házasságot tiltó törvény hatályon kívül helyezését. 2012. február 23-ána Civil Marriage Protection Act ellen szavazott, amely lehetővé tette az azonos nemű párok számára, hogy házassági engedélyt szerezzenek Marylandben.
2012 júniusában Stone egy törvényhozási munkacsoport tagja lett, amely a marylandi fellebbviteli bíróság egy arról szóló ítéletének hatását tanulmányozta, hogy pitbullok tulajdonosai illetve a nekik bérlő ingatlantulajdonosok milyen felelősséggel bírnak.
Stone 2023. június 16-án, 87 évesen halt meg az Anne Arundel Egészségügyi Központban.

## Fordítás
Ez a szócikk részben vagy egészben  a   Norman R. Stone Jr. című angol Wikipédia-szócikk ezen változatának fordításán alapul.  Az eredeti cikk szerkesztőit annak laptörténete sorolja fel. Ez a jelzés csupán a megfogalmazás eredetét és a szerzői jogokat jelzi, nem szolgál a cikkben szereplő információk forrásmegjelöléseként.